# Inathèque
L'Inathèque (« INA » suivi du suffixe « -thèque ») est le service de consultation des archives audiovisuelles de l'Institut national de l'audiovisuel (INA), et des fonds du dépôt légal de l'audiovisuel français (radio, télévision) et du web.

## Histoire
La loi du 20 juin 1992 a confié à l'INA la responsabilité du dépôt légal des émissions de radio-télévision et leur consultation à des fins de recherche. La collecte a commencé le 1er janvier 1995, conformément au décret d'application du 31 décembre 1993, selon les modalités définies par l'arrêté du 6 janvier 1995. Le décret du 19 décembre 2011, en application de la loi DADVSI du 1er août 2006, a confié à et l'INA et à la Bibliothèque nationale de France (BnF) la collecte des sites Internet au titre du dépôt légal du web.
L'Inathèque accueille, depuis 1995, toute personne souhaitant effectuer des recherches sur les collections de l'INA dans le cadre d'un projet de recherche universitaire, professionnel, artistique, d'enseignement ou personnel.

## Chaînes et stations collectées au titre du dépôt légal de l'audiovisuel
L'Inathèque collecte ou capte directement les émissions diffusées sur :
| Date           | Chaînes de télévisions | Stations de radio | Sites web          |
| -------------- | --- | --- | ------------------ |
| 1er janv. 1995 | les 7 chaînes hertziennes nationales de télévision : TF1, France 2, France 3, Canal+, La Cinquième, Arte, M6 | les 5 chaînes nationales de Radio France : France Inter, France Info, Radio Bleue, France Culture, France Musique     |                    |
| 1er janv. 2002 | + 12 chaînes de télévision du câble et du satellite : TV5 France Belgique Suisse, RTL9, Canal J, Paris Première, Planète, MCM, Canal Jimmy, Euronews, Eurosport, Série Club, TMC et LCI. | + 12 stations de radio : Europe 1, RMC, RTL, Chérie FM, Europe 2, Fun Radio, Nostalgie, NRJ, RFM, RTL2, Skyrock, RFI. |                    |
| 1er sept. 2003 | + 22 chaînes de télévision du câble et du satellite : La Chaîne Météo, Mezzo, Animaux, Encyclopédia, Mangas, RFM TV (jusqu'au 31 mars 2005, remplacé par AB1 à partir du 1er avril), AB Moteurs, Festival, Equidia, Téva, Seasons, Sport+, Télétoon, Chasse et Pêche, Escales, Fun TV, Toute l'Histoire, Histoire, Demain !, 13e rue, LCP. | |                    |
| 31 mars 2005   | + 5 chaînes parmi les chaînes gratuites de la télévision numérique terrestre : NT1, NRJ 12, W9, Direct 8, France 4. | |                    |
| 1er juin 2005  | + i>Télé. | |                    |
| 17 oct. 2005   | + Europe 2 TV. | |                    |
| 18 nov. 2005   | + Gulli. | |                    |
| 28 nov. 2005   | + BFM TV. | |                    |
| 1er sept. 2006 | + 3 chaînes payantes de la TNT : TF6 ; TPS Star ; C+ Sport. + 3 chaînes étrangères : BBC World ; CNN international ; Al Jazeera. | |                    |
| 19 déc. 2011   | | | + 14 000 sites web |

Les sites web concernés à partir de 2011 sont :
- les sites émanant des services des médias audiovisuels ;
- les webtélévisions et webradios ;
- les sites principalement consacrés aux programmes radio et télé ;
- les sites des organismes de l'environnement professionnel et institutionnel du secteur de la communication audiovisuelle.

De nombreuses documentations écrites concernant les médias et leurs programmes sont également collectées,.
En 2011, les archives de l'Opéra de Paris sont intégrées au catalogue de l'Inathèque. Il en est de même, depuis 2016, pour les fonds numérisés du CNC.

## Consultation
Son catalogue est consultable sur le Web.
Le fonds d'archives en lui-même est mis à la disposition du public dans le centre de consultation de l'Inathèque à Paris, et dans les délégations régionales de l'INA (à Strasbourg, Lyon, Marseille, Toulouse, Rennes, Lille), qui accueillent les chercheurs, les enseignants et les étudiants, ou toute autre personne pouvant justifier d'un objet de recherche.
Avant 1995, la phonothèque de l'INA est installée à la Maison de la radio dans le 16e arrondissement de Paris, tandis que les archives physiques sont stockées aux Essarts-le-Roi (Yvelines). Lors de la création de l'Inathèque en 1995, le centre de consultation est ouvert rue de Patay dans le 13e arrondissement de Paris. Il est transféré en octobre 1998 à la bibliothèque de recherche (rez-de-jardin) du site François-Mitterrand de la Bibliothèque nationale de France, situé quai François-Mauriac, également dans le 13e arrondissement. Ce centre, d'une superficie de 2 000 m2, est équipé de plus de soixante stations de travail, dites SLAV (stations de lecture audiovisuelle) permettant une « consultation experte » grâce à des outils d'aide à l'analyse,. Ces SLAV sont reliées au serveur central situé à Bry-sur-Marne (Val-de-Marne). Le fonds est aussi consultable depuis 2012 dans les délégations régionales de l'INA, qui disposent également d'une SLAV. 
Par ailleurs, des PCM (poste de consultation multimédia) sont installés dans des bibliothèques et médiathèques municipales, des bibliothèques universitaires, des cinémathèques et des établissements comme la BPI. Ils donnent accès aux fonds numérisés de l'INA pour une « consultation autonome ».
La numérisation a commencé en 1999, tandis que les archives physiques sont conservées à Saint-Rémy-l'Honoré (Yvelines).